# Eugaurax bipunctatus
Eugaurax bipunctatus är en tvåvingeart som beskrevs av Malloch 1934. Eugaurax bipunctatus ingår i släktet Eugaurax och familjen fritflugor. Inga underarter finns listade i Catalogue of Life.